# Skotsk terrier
Skotsk terrier är en hundras från Skottland i Storbritannien. Den är en lågbent, strävhårig terrier som blivit en  symbol för Skottland.

## Historia

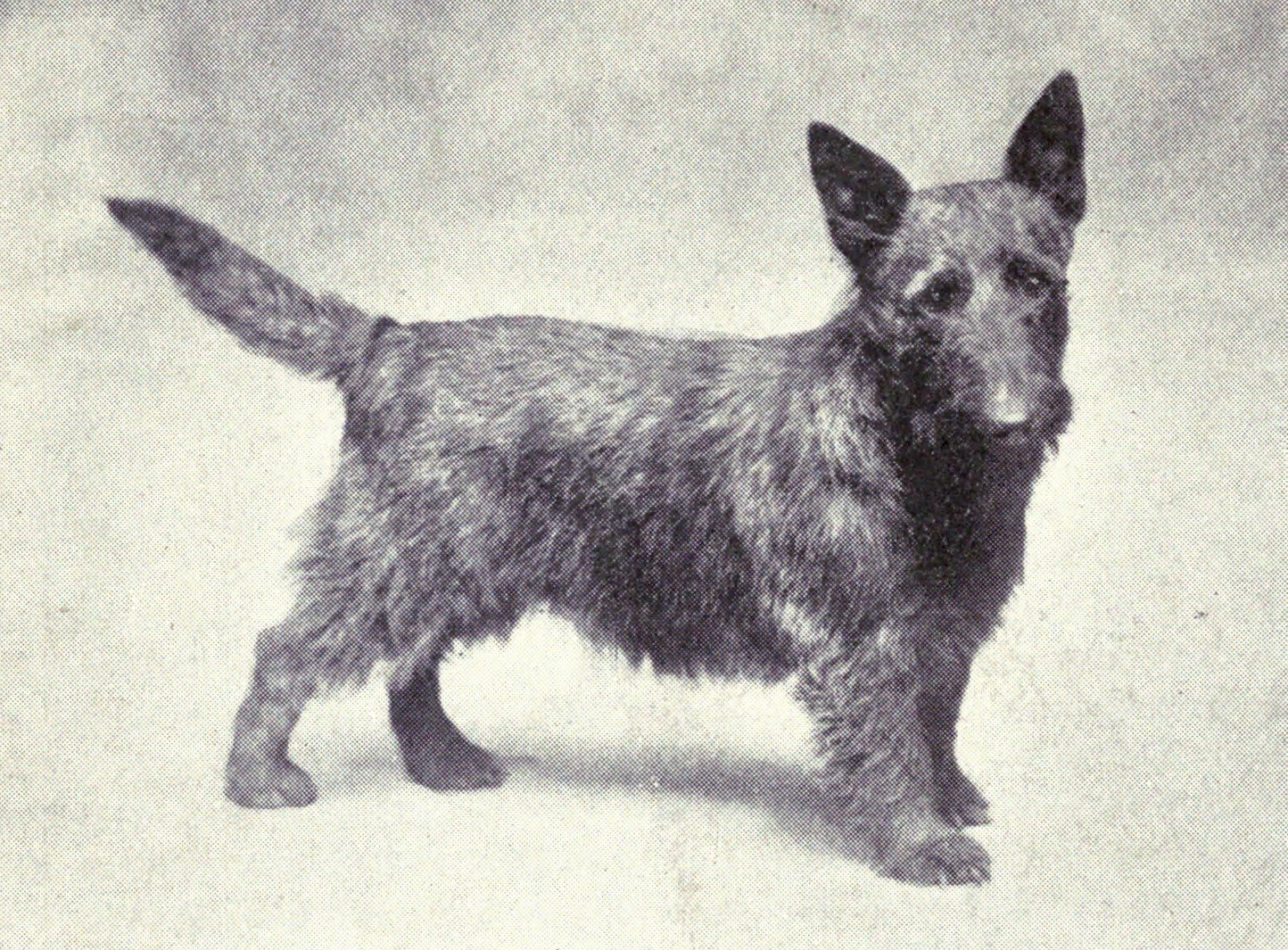
En skotsk terrier från W.E. Masons "Dogs of all Nations" 1915.

Highland Terrier var en beteckning som under 1800-talet skilde de skotska territyperna från de engelska terrierna. Från mitten av 1800-talet ökade populariteten för typen från trakterna runt Loch Rannoch och Black Mount i Perthshire. Dessa gick under namnet Aberdeen Terrier. När rasklubben bildades 1882 fick rasen sitt nuvarande namn, dock först efter strid med företrädare för övriga skotska terrierraser. Den första rasstandarden skrevs redan 1880. Första gången rasen visades i egen klass på en hundutställning var 1886 i Westminster; på tidigare utställningar från 1860 i Birmingham kunde skotsk terrier beteckna samtliga skotska terrierraser. Som andra lågbenta terrier användes skotsk terrier från början till grytjakt på räv och grävling, och som gårdshund för att hålla efter råttor och andra skadedjur. Men rasen gjorde succé på de första hundutställningarna och har sedan dess främst varit sällskapshund.

## Utseende

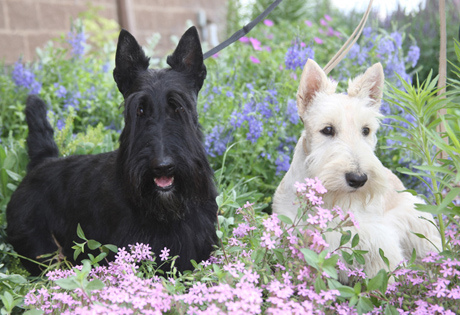
En svart och en vit skotsk terrier.

De första skotska terrierna var inte svarta utan tigrerade (brindle). Den svarta färgen började uppträda i början av 1900-talet. Det finns även ljusa, vetefärgade skottar. Den skotska terriern är en stadig och kompakt hund. Huvud och svans bärs högt, öronen är upprättstående. Pälsen trimmas kort på kropp, nacke, hjässa och svans. Håret får växa långt på ben och mage samt för det karakteristiska terrierskägget.

## Egenskaper
Den skotska terriern är likt många andra terrierhundar en envis ras, men ändå villig att lära sig mycket. En skotsk terriervalp behöver lära sig att umgås med människor och hundar för att inte bli svårhanterad senare. En ägare till en skotsk terrier behöver mycket tålamod, visa tydligt ledarskap och hunden behöver mycket motion.